# Reidar Carlsen

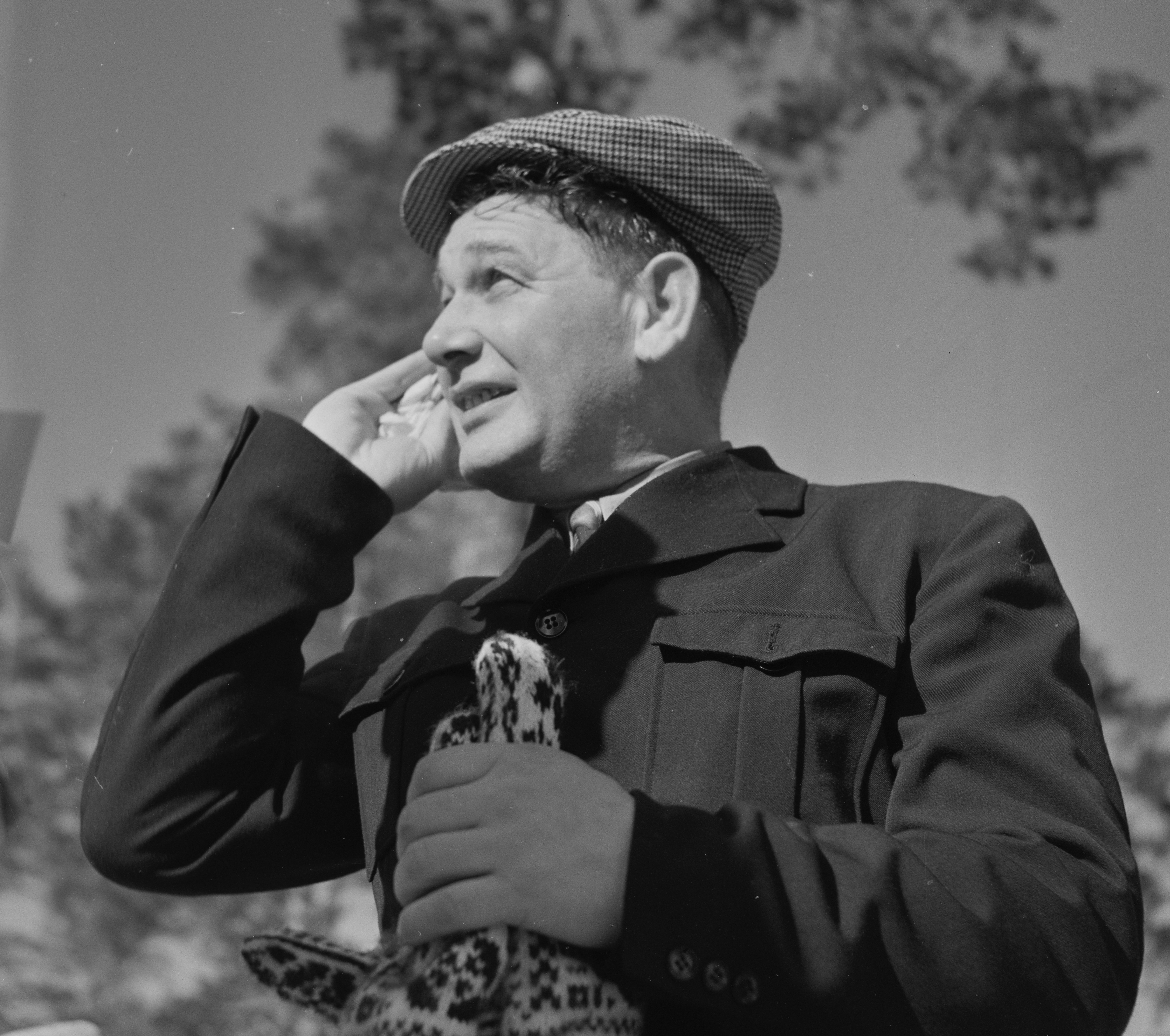
Reidar Carlsen (Fotografie von Ragge Strand, 25. Februar 1955).

Reidar Carlsen (* 1. Juli 1908 in Bodø, Nordland; † 2. Mai 1987 in Oslo) war ein norwegischer Politiker der Arbeiderpartiet, der unter anderem von 1946 bis 1951 erster Fischereiminister Norwegens war. Außerdem war er zwischen 1969 und 1981 Vorsitzender der Vereinigung Norden (Foreningen Norden), ein in den nordischen Ländern vertretener Verein zur Förderung der kulturellen und politischen Zusammenarbeit zwischen den einzelnen nordischen Ländern.

## Leben

### Kommunalpolitiker und Abgeordneter
Reidar Carlsen, Sohn des Fischers und Landwirts Johan Edvard Carlsen und dessen Ehefrau Amalie Salomonsen, wurde nach dem Tode seines Vaters bereits im Alter von zwei Jahren zum Halbwaisen. Er war nach dem Schulbesuch zwischen 1923 und 1937 als Garten- und Waldarbeiter, Fischereiarbeiter, Journalist und Verkäufer beschäftigt und besuchte in dieser Zeit von 1928 bis 1929 die Staatliche Forstschule (Statens skogskole) in Steinkjer. Er war zwischen 1937 und 1939 Grafschaftsförster für Bodin, Kjerringøy, Sørfold und Leiranger. Sein politisches Engagement für die Arbeiterpartei (Arbeiderpartiet) begann er in der Kommunalpolitik als Mitglied des Gemeinderates von Bodin, dem er von 1937 bis 1941 angehörte. Während dieser Zeit war er von 1937 his 1940 auch Vorsitzender des Aufsichtsrates der Arbeitsbehörde, des Wald- und Landausschusses sowie des Maßgerichts der Gemeinde Bodin. Des Weiteren engagierte er sich von 1939 bis 1953 als Sekretär des Fischereiverbandes im Fylke Nordland sowie zwischen 1942 und 1945 auch Vorsteher der dortigen Fischereifachschule.
Nach dem Ende des Zweiten Weltkrieges wurde Carlsen für die Arbeiderpartiet am 8. Oktober 1945, 10. Oktober 1949, 12. Oktober 1953, 6. Oktober 1957 im Wahlkreis Nordland Mitglied der Storting und gehörte dieser bis zum 30. September 1961 an. Er gehörte zwischen 1945 und 1949 dem Landesvorstand der Arbeiterpartei (Det norske Arbeiderpartis landsstyre) als Mitglied an.

### Minister und Vorsitzender der Vereinigung Norden

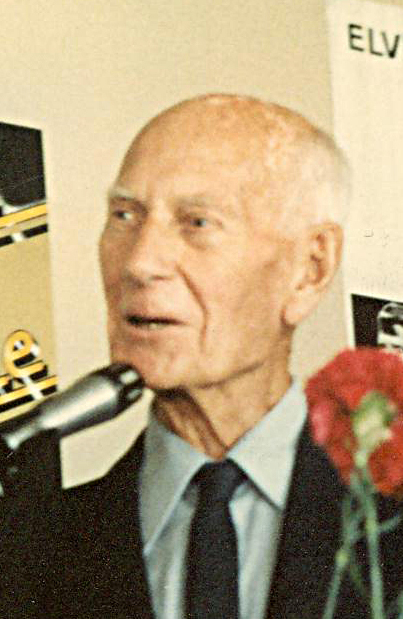
In der zweiten Regierung Gerhardsen von Ministerpräsident Einar Gerhardsen war Carlsen zwischen 1945 und 1951 erster Fischereiminister Norwegens.

Nachdem Reidar Carlsen zwischen dem 5. November 1945 und dem 1. Juli 1946 Beigeordneter Minister für Fischereiangelegenheiten (Konsultativ statsråd, Fiskerisaker) war, übernahm er am 1. Juli 1946 das neu geschaffene Amt als Fischereiminister (Statsråd, Fiskeridepartementet) in der zweiten Regierung Gerhardsen und hatte dieses bis zum Ende von Gerhardsens Amtszeit am 19. November 1951 inne. Als Fischereiminister legte er in Form einer königlichen Resolution fest, dass Hummer Fisch im Sinne des Handelsgesetzes sein sollte. Einige Geschäftsleute mochten diese Bestimmung nicht, und es gab einen Aufruhr im Storting. Einige warfen ihm vor, sich als Gott aufzuspielen die Biologie des Ozeans zu verändern. Daraufhin erklärte er, dass der Fall nichts mit Biologie und dem Herrgott zu tun habe. Es war eine rein rechtliche und politische Frage, dass der König sowohl das Recht als auch die Pflicht hatte, zu entscheiden. Dies führte dazu, dass er den Spitznamen Kong Carlsen („König Carlsen“) erhielt.
Während seiner Parlamentszugehörigkeit war er nach seinem Ausscheiden aus der Regierung Mitglied verschiedener Ausschüsse. Zudem fungierte er 1952 als Direktor des Entwicklungsfonds für Nordnorwegen sowie zwischen 1953 und 1978 als Vorsitzender des Rates der Studenten und Schülerheime in Nordnorwegen.
Nach seinem Ausscheiden aus der Storting engagierte sich Carlsen in verschiedenen weiteren Ämter wie von 1961 bis 1978 als Direktor des Regionalentwicklungsfonds und wurde 1961 mit der nach Petter Dass benannten Petter Dass-Medaille ausgezeichnet. Er fungierte zwischen 1966 und 1978 als Vorsitzender des Norwegischen Familienrates (Norges Familieråd) und wurde 1978 Kommandeur des Sankt-Olav-Ordens. Nachdem er von 1962 bis 1965 Vorstandsmitglied sowie zwischen 1966 und 1968 Vizevorsitzender war, bekleidete er als Nachfolger von Harald Throne-Holst von 1969 bis zu seiner Ablösung durch Helge Seip 1981 die Funktion als Vorsitzender der Vereinigung Norden (Foreningen Norden), ein in den nordischen Ländern vertretener Verein zur Förderung der kulturellen und politischen Zusammenarbeit zwischen den einzelnen nordischen Ländern. Er war zudem zwischen 1971 und 1978 Vizepräsident der Königliche Gesellschaft für das Wohl Norwegens (Kgl. Selskap for Norges Vel), deren Vorstand er bereits seit 1962 als Mitglied angehörte. Der pro-europäische Politiker war 1972 auch Vorsitzender der Volksbewegung J„a zur EG“ (Folkebevegelsen „Ja til EF“) und wurde 1972 mit der Medaille zur Erinnerung an den 100. Geburtstag von König Haakon VII. (Håkon VIIs 100-års medalje) ausgezeichnet. Zuletzt war er zwischen 1976 und 1980 Vorsitzender des Aufsichtsrates der Nationalen Liga für Tourismus (Landslaget for reiselivet i Norge).

## Veröffentlichung
- Bruddstykker av norsk distriktsutbygging slik vi har opplevd den, Mitautor Audun Bugjerde, Tiden, Oslo 1981